# الحزب الاشتراكي الموحد (المغرب)
الحزب الاشتراكي الموحد Parti socialiste unifié (PSU), حزب يساري معارض مستقل في اختياراته وتدبيره، يتبنى الاختيار الاشتراكي بكل اجتهاداته وأبعاده التحررية والديمقراطية والإنسانية، ويعتمد التعبئة والنضال الجماهيريين والنضال من داخل المؤسسات للدفاع عن مشروعه المجتمعي وبرنامجه السياسي، وينحاز لمصالح الوطن العليا ولحقوق المواطنات والمواطنين وكافة المتضررين من أوضاع الظلم المستمرة، ويدافع عن قيم الديمقراطية وحقوق الإنسان والحداثة والمواطنة والمساواة، ويمثل الهوية الوطنية على قاعدة الأسس المكونة لها والتي تعيش تفاعلا وتكاملا بين أبعادها المتنوعة والغنية الإسلامية والعربية والأمازيغية، كهوية منفتحة على قيم العصر التقدمية، ومبنية على التسامح والتعايش والحرية.

## تاريخ
الحزب الاشتراكي الموحد، يساري تقدمي، هو امتداد لـمنظمة 23 مارس التي انتقلت بعد سنوات من الاشتغال السري، إلى العمل القانوني لتنشئ حزب منظمة العمل الديمقراطي الشعبي سنة 1983، وذلك بعد عودة قيادات الحركة من المنفى وعلى رأسهم محمد بن سعيد أيت إيدر، محمد الحبيب طالب، إبراهيم ياسين، وآخرون. وقد اتحدت المنظمة في منتصف يوليو 2002 مع ثلاثة حركات يسارية هي الحركة من أجل الديمقراطية والديمقراطيون المستقلون والفعاليات اليسارية المستقلة، مشكلة ما أصبح يعرف بـ «حزب اليسار الاشتراكي الموحد PGSU». وخلال سنة 2005، جرت مشاورات بين الحزب وجمعية الوفاء للديمقراطية المنشقة عن حزب الاتحاد الاشتراكي للقوات الشعبية، حيت ثم الاندماج ليولد «الحزب الاشتراكي الموحد PSU» في نفس السنة، يقوده السيد محمد مجاهد إلى غاية المؤتمر الثالث للحزب سنة 2011 لتتولى زعامته امرأة هي السيدة نبيلة منيب في 15 يناير 2012 وقاطع الحزب الانتخابات التشريعية لسنة 2011 بينما ساند بقوة «حركة 20 فبراير» واضعا مقراته رهن إشارتها. من المطالب الأساسية للحزب إقرار الملكية البرلمانية وفصل حقيقي للسلط في الدستور وإحداث لجنة عليا للانتخابات، شكل الحزب رفقة مجموعة من الأحزاب اليسارية في محاولة لتوحيد نضالاتها «تحالف اليسار» الذي يشمل كذلك «حزب الطليعة الديمقراطي الاشتراكي»، و«حزب المؤتمر الوطني الاتحادي» و «حزب النهج الديمقراطي», ليعمق هذا التحالف بتشكيل فيدرالية اليسار الديمقراطي مشتملا أحزاب تحالف اليسار معذا «حزب النهج الديمقراطي», لتشمل النضال المؤسساتي الموحد إلى جانب النضال في الشارع في إطار النضال الديمقراطي.عقد الحزب آخر مؤتمر له في 21/20/19 يناير 2018 بالرباط، وانتخب المؤتمرون «نبيلة منيب» أمينة عامة لولاية ثانية وأخيرة حسب قوانين الحزب.

## مرجعية الحزب الاشتراكي الموحد
اشتراكية منفتحة على الاجتهاد، ومرتبطة بالواقع تروم الدفاع عن المواطنين من أجل حياة كريمة وتوزيع عادل لثروة البلاد. يتبنى المفهوم الكوني للديمقراطية والحداثة من أجل بناء مغرب المواطنات والمواطنين ومغرب المساواة والعدالة الاجتماعية. ينهل من الفكر الايكولوجي الهادف إلى جعل الاشكالات البيئية ضمن السياسات العمومية لانجاز مشاريع تنموية مستدامة.

## التعريف بالحزب
- ثمرة تجميع فصائل مناضلة من حركة اليسار الجديد والحركة الاتحادية.
- أول حزب مغربي ينظم الحق في الاختلاف ويضمن تشكيل التيارات وتمثيلها في الجهاز التقريري، ويقيد أعضاءه بمدونة السلوك.
- يوقع كل مرشح في الانتخابات باسم الحزب قبل حصوله على التزكية ميثاقا انتخابيا يحدد التزاماته المسبقة.
- مقرات الحزب واجتماعات الهيئة التقريرية مفتوحة في وجه الصحافة.
- يكشف الحزب ماليته للعموم، ويمكن هيئات المجتمع المدني والحقوقيين من مراقبة سير العمليات الانتخابية الداخلية.
- يصرح أعضاء قيادة الحزب بممتلكاتهم.

## المشروع المجتمعي
من أجل بناء مغرب ديمقراطي عصري متضامن ومنفتح.
- . يقطع مع نظام الفساد والامتيازات والمصالح الغير المشروعة ويؤسس لانتقال ديمقراطي حقيقي.
- . يحقق فصل السلط ويربط القرار السياسي بصناديق الاقتراع والتحول إلى نظام الملكية البرلمانية.
- . يخضع فيه المسؤولون عن المؤسسات العمومية والأجهزة الأمنية لسلطة الحكومة ومتابعة الرأي العام.
- . يحقق المساواة في الفرص وفي الاستفادة من الخدمات الأساسية.
- . يعتمد على شاباته وشبابه وقواه البشرية ويشجع العمل والإنتاج لبناء اقتصاد قوي وتنافسي.
- . يقوم بإصلاحات كبرى تهم دمقرطة وتحديث وتخليق القطاعات الحيوية: القضاء، الإدارة، التسيير، التعليم والتكوين.
- . مغرب متضامن يوفر التعليم والصحة والشغل والثقافة والترفيه لكل مواطناته ومواطنيه بشكل متوازن في كل مناطق البلاد.
- . يهاب فيه المسؤولون القانون ويحترمون المواطنين ويتساوى فيه القوي والضعيف أمام قضاء نزيه.
- . مغرب بدون فقر ولا حݣرة ولا أمية ولا تهميش.
- . مغرب موحد عربي أمازيغي إسلامي منفتح مشجع على قيم المواطنة والتسامح والاختلاف والمشاركة والتضامن.
- . مغرب تحتل فيه النساء والشباب مواقع المسؤولية في الدولة والإدارة والاقتصاد بما يناسب حجمهم في المجتمع.

## وصلات خارجية
- الموقع الرسمي